# جيمس فان دير زي
جيمس فان دير زي (بالإنجليزية: James Van Der Zee) (29 يونيو 1886-15 مايو 1983)، كان مصورًا أمريكيًا اشتهر بصوره التي تضمنت سكان نيويورك السود. كان شخصية رائدة في عصر نهضة هارلم. أنتج فان دير زي أكثر الوثائقيات شمولاً لهذه الفترة، وذلك إلى جانب أعماله ذات الأسس الموضوعية الفنية. كان ماركوس غارفي، وبيل «بوجانغلز» روبنسون وكونتي كولين من أشهر رعاياه خلال هذه الفترة.

## الأعمال

### التكليف بمهمة من الرابطة العالمية لتنمية الزنوج
عمل فان دير زي في توثيق أنشطة أعضاء الرابطة العالمية لتنمية الزنوج التابعة لماركوس غارفي في ربيع وصيف عام 1924. التقط آلاف الصور خلال هذه المهمة، وعُرِض بعضها في رزنامة صدرت للأعضاء في عام 1925.
تجسدت وظيفة فان دير زي بإظهار صورة إيجابية للرابطة تحقيقًا لرغبات غارفي، وخاصة للتأكيد على القوة والمكانة الاجتماعية لمجموع أعضاء الرابطة، المعروفون بالغارفيون. لم يكن هناك أي مكان في سجل فان دير زي البصري لأي تلميح للجدل المحيط بغارفي في أوائل عشرينيات القرن العشرين، وهي الفترة التي واجه فيها الزعيم استجوابًا عامًا، وخلافات مع الكاتب والفيلسوف دبليو. إي. بي. دو بويز، وإجراءات قانونية موجهة ضده بتهمة الاحتيال عبر البريد.

### هارلم حاضر في ذهني
اكتسب فان دير زي تقديرًا عالميًا عندما ظهر عمله في معرض هارلم حاضر في ذهني في متحف المتروبوليتان للفنون في نيويورك في عام 1969. كانت مشاركته في المعرض محض صدفة إلى حد ما. وصل باحث عن المعرض (ومصور في مجاله)، يُدعى ريجينالد ماكغي، إلى استوديو هارلم لفان دير زي في ديسمبر عام 1967، وسأل عما إذا كان لديه أي صور من عشرينيات وثلاثينيات القرن العشرين.
شكل معرض هارلم حاضر في ذهني علامة جدل بين المتحف وعدد من الفنانين الممارسين حول العيش والعمل وهارلم آنذاك. احتج الرسامون ومن بينهم رومار بيردن وبيني أندروز على العرض لتأكيده على التاريخ الاجتماعي والخبرة، وذلك، وكما قالوا، على حساب الاهتمام بالإرث الفني لفناني نيويورك السود. تشكل في يوم الافتتاح خط اعتصام أمام المتحف. حمل أندروز لافتة كُتِب عليها: «زوروا متحف المتروبوليتان للتصوير».

## تقنيات التصوير الفوتوغرافي والفنية
تُعد أعمال فان دير زي فنية وبارعة من الناحية التقنية. طُلِب عمله بشكل كبير، ورجع ذلك بشكل جزئي إلى تجربته ومهارته في العرض المزدوج وتعديل سلبيات الأطفال. تجسد أحد المواضيع التي تكررت في صوره بالطبقة الوسطى السوداء الناشئة، والتي التقطها باستخدام التقنيات التقليدية في صور مثالية في كثير من الأحيان. عُدِّلت السلبيات لإظهار بريق وهالة من الكمال، فأثر ذلك على صورة الشخص المصوَّر، ولكنه شعر أن كل صورة يجب أن تتجاوز الموضوع.
تكشف صور عائلته التي صورها بعناية أن وحدة العائلة كانت جانبًا مهمًا من حياته، وقال «حاولت رؤية كل صورة على أنها تبدو أفضل من الشخص. أتت إلي امرأة في أحد الأيام وقالت لي: سيد فان دير زي، يقول أصدقائي لي أن هذه صورة جميلة، ولكنها لا تشبهك. كان هذا أسلوبي». جمع فان دير زي أحيانًا عدة صور في صورة واحدة، فعلى سبيل المثال عن طريق إضافة طيف طفل إلى صورة حفل زفاف كدليل على مستقبل الزوجين، أو عن طريق وضع صورة جنائزية على صورة امرأة ميتة لإعطاء شعور بحضورها المخيف. قال أيضًا: «أردت أن تلتقط الكاميرا ما اعتقدت أنه يجب أن يكون فيها».
كان فان دير زي مصورًا محترفًا دعم نفسه من خلال البورتريه، وخصص وقتًا لعمله المهني قبل مؤلفاته الفنية الأكثر. كان العديد من سكان هارلم المشهورين من بين رعاياه. صور فان دير زي المنظمات، والمناسبات، ومؤسسات الأعمال الأخرى بالإضافة إلى الصور الشخصية.

## وصلات خارجية
- جيمس فان دير زي على موقع الموسوعة البريطانية (الإنجليزية)
- جيمس فان دير زي على موقع ديسكوغز (الإنجليزية)